# Kawasaki (stad)
Kawasaki (japanska: 川崎?, Kawasaki-shi) är en stad i Kanagawa prefektur i Japan. Staden, som ligger mellan Yokohama och den japanska huvudstaden Tokyo, hör till världens folkrikaste storstadsområde, Stortokyo. Staden är helt sammanvuxen med kringliggande städer, och saknar tydligt centrum. Kawasaki är Japans nionde största stad. 

## Historia
Staden nämns under sitt nuvarande namn på 1600-talet, som en rastplats på vägen till Edo (Tokyo). En betydande storstad blev den dock först under 1900-talets senare hälft. 1920 hade Kawasaki 21 391 invånare, i dag bor mer än 1,4 miljoner människor i staden.
Kawasaki fick stadsrättigheter 1 juli 1924.

## Administrativ indelning
Kawasaki är sedan 1972 en av landets tjugo signifikanta städer med speciell status (seirei shitei toshi). 
och delas som sådan in i ku, administrativa stadsdelar. Kawasaki består av sju sådana stadsdelar.
|             |        | Invånare 1 oktober 2015 | Area (km²) |
| ----------- | ------ | ----------------------- | ---------- |
| Asao-ku     | 麻生区 | 175 557                 | 23,25      |
| Kawasaki-ku | 川崎区 | 223 440                 | 39,53      |
| Miyamae-ku  | 宮前区 | 225 604                 | 18,61      |
| Nakahara-ku | 中原区 | 247 476                 | 14,74      |
| Saiwai-ku   | 幸区   | 160 864                 | 10,01      |
| Takatsu-ku  | 高津区 | 228 119                 | 16,36      |
| Tama-ku     | 多摩区 | 214 240                 | 20,50      |

## Kommunikationer
Kawasaki är den största av Japans städer som saknar egen tunnelbana. 
Haneda flygplats i Tokyo ligger nära Kawasaki. 
Tōkyō-wan Akua-rain, Tokyo Bay Aqua-Line, är en förbindelse tvärs över Tokyobukten som går mellan Kawasaki och Kisarazu i Chiba prefektur. Förbindelsen är 14 km lång, varav 4,4 km bro och 9,6 km tunnel. Det är en avgiftsbelagd väg.
Tokaido Shinkansen går tvärs igenom Kawasaki men har ingen station i staden. Närmaste stationer är Shinagawa i Tokyo och Shin-Yokohama i Yokohama.

## Sport
Kawasaki Frontale spelar i J. League i fotboll.